# Charles Eaton
Charles Eaton (22 juni 1910 - 15 augustus 2004) was een Amerikaans acteur.

## Levensloop en carrière
Eaton werd geboren in 1910 in een gezin van 7 kinderen, van wie er vier in de showbizz zouden gaan. Ook zijn zussen Doris Eaton, Pearl Eaton en Mary Eaton werden bekend. In 1918 maakte hij zijn debuut op Broadway. In 1921 maakte hij zijn debuut in de revue Ziegfeld Follies van Florenz Ziegfeld.
Eaton begon zijn filmcarrière in 1921 naast bekende acteurs als Montagu Love en Elsie Ferguson. Zijn laatste film speelde hij in 1940. Hierna diende hij in de Tweede Wereldoorlog. Na de oorlog kreeg de familie het hard te verduren. Mary Eaton overleed in 1948 aan leverproblemen na een alcoholprobleem. Pearl Eaton werd dood teruggevonden in 1958. Hij richtte samen met Doris een dansstudio op. 
In 2004 overleed Eaton op 94-jarige leeftijd.